# Saosnois
Le Saosnois [so.nwa]   est une région naturelle du nord du département de la Sarthe, autour de la commune de Saosnes et de la ville de Mamers. Sa géographie marque la fin du Perche, région naturelle à laquelle elle est également proche historiquement. Nommée Pagus Sagonensis ou Saxonensis, la région constitue une partie du Maine. Il s’agit d’une région rurale et agricole. Certaines communes comme Nauvay ou Peray comptent à peine quelques corps de fermes reliées par des petites routes de campagnes.

## Situation
Son territoire s'étend sur la rive gauche de la Sarthe et a été la région tampon entre la Normandie et le Perche.
Le Saosnois est entouré par les régions naturelles suivantes :
- au nord par la campagne d'Alençon ;
- à l'est par le Perche ;
- au sud par le Pays manceau ;
- à l'ouest par les Alpes mancelles.

## Paysage
Le Saosnois est une région de bocages et de forêts vallonnées qui rappelle les paysages proches de la Normandie avec les Alpes mancelles et le Perche. Son altitude varie entre 53 et 341 mètres. La région qui compose le bassin de l'Orne saosnoise était appelée le « grenier de la Sarthe ».
Le pays est également connu pour la forêt de Perseigne et par l'élevage de percherons de qualité néanmoins plus petits que ceux du Perche.

## Administration
Le territoire du Saosnois est en grande partie bordé au nord et à l'est par le département de l'Orne. Il est aujourd'hui intégré au département de la Sarthe et à l'arrondissement de Mamers.

### Limites
Le territoire du Saosnois varie suivant les époques. Il semble néanmoins comprendre :
- le canton de Mamers en entier ;
- le canton de Marolles-les-Braults en entier ;
- le canton de La Fresnaye-sur-Chédouet en entier ;
- le canton de Saint-Paterne en entier ;
- les communes de la rive gauche de la Sarthe du canton de Fresnay-sur-Sarthe et du canton de Beaumont-sur-Sarthe ;
- des communes des cantons de Bonnétable et de Ballon dans la Sarthe et d'Alençon-ouest dans l'Orne.

### intercommunalités
Le Saosnois est partagé pour une grande part entre le pays d'Alençon qui regroupe des communautés de communes de l'Orne et de la Sarthe et le pays de la Haute Sarthe et ne dispose de ce fait d'aucune entité qui regroupe l'ensemble de son territoire. Il existe néanmoins des communautés de communes qui regroupent en partie les principales communes qui le composent :
- la communauté de communes du Saosnois (Mamers) regroupe vingt-cinq communes du nord-ouest de la Sarthe (six du canton de la Fresnaye) et quelques-unes de l'Orne ;
- la communauté de communes du Pays Marollais (Marolles) regroupe seize communes du canton de Marolles-les-Braults ;
- la communauté de communes du Massif de Perseigne (La Fresnay) regroupe six communes du canton de La Fresnaye-sur-Chédouet ;
- la communauté de communes des Portes du Maine Normand (Oisseau-le-Petit) regroupe une partie des communes du canton de Saint-Paterne, les autres étant membres de la communauté urbaine d'Alençon.

## Histoire
Adossée aux collines du Perche et aux boucles de la Sarthe, ouverte sur la plaine normande et sur la plaine mancelle, la région est placée sous la tutelle de la déesse gauloise des eaux : Saugonna dont le nom déformé donna Saosnes. D'origine gauloise, remodelée par les Romains, la ville de Saosnes est devenue chef-lieu du Pagus Sagonensis à partir du IIIe siècle.
C'est ce nom qui fut utilisé dans une charte de Louis le Débonnaire pour désigner la région qui était devenue une condita du pagus Cenomannicus à l'époque des Mérovingiens puis qui devint sous les Carolingiens, une vicairie du comté du Mans. Saint Rigomer en fut l'apôtre au VIe siècle.
Située au milieu des marais, sa capitale et place forte primitive Saosnes, située dans le canton de Mamers, semble avoir été détruite lors des invasions normandes. Elle fut remplacée par Saint-Rémy-du-Plain vers le Xe siècle  mais conserva néanmoins une importance stratégique. Les principaux lieux du Saosnois étaient Mamers, Saint-Rémy-du-Plain, Saint-Paul-sur-Sarthe (devenue La Fresnaye) et Peray.
Le Saosnois fut par la suite une baronnie dont le territoire fut placé par Richard Ier duc de Normandie, sous le contrôle d'Yves de Bellême de la seigneurie de Bellême,  avec l'Alençonnais et une partie du Bellêmois, avec pour mission de le défendre contre les comtes du Maine et le roi de France. Il en fit un territoire tampon entre le duché de Normandie et le comté du Perche.
Son fils Robert II Talvas, seigneur de Bellême, lui succède et fait restaurer les châteaux de Mamers, d'Aillières-Beauvoir et de Blèves et fait édifier en même temps avec de nouvelles forteresses une ligne de fortifications qui, sur une frontière féodale et seize kilomètres de Saosnes à Saint-Rémy-du-Plain, barre les routes qui conduisent vers les possessions des comtes du Maine. Il est néanmoins vaincu par le roi d'Angleterre et meurt dans ses prisons vers 1130.
Son successeur, Guillaume III Talvas, fonde, dans la première moitié du XIIe siècle, une nouvelle localité, Neufchâtel-en-Saosnois.  Animé de motivations religieuses, que confirme sa participation à la croisade aux côtés de Louis VII le Jeune, il fait édifier  une abbaye cistercienne dont on consacre l'église en 1145. À son décès en 1171, le Saosnois, jamais réuni au comté du Maine, passe dans les mains de Jean Ier, comte d'Alençon, puis, par les mariages, dans celles des familles de Châtellerault, d'Harcourt, d'Alençon.
Durant la guerre de Cent Ans, le Saosnois sera occupé par les Anglais en 1417 et pendant plus de trente ans, Français et Anglais reprirent les places fortes. Ces dernières seront démantelées par le comte de Salisbury, faute de troupes pour surveiller la région alors qu'il devait se rendre au siège d'Orléans en 1428.
Le Saosnois revient alors à Jean II, duc d'Alençon. En 1462 (n.st.), la fille du duc Jean II, Catherine d'Alençon, épouse François de Laval, fils et héritier du comte Guy XIV de Laval, qui deviendra le comte Guy XV de Laval à la mort de son père en 1486. Le roi Louis XI oblige le duc Jean II à donner en dot à sa fille, en autres choses, la baronnie de Saosnois. Le Saosnois est alors géré par François de Laval au nom de sa femme. A la mort du comte Guy XV en 1501 (n.st.), Catherine rentre en possession du Saosnois qui lui avait été assigné en dot, et l'habite personnellement. Elle meurt en 1505 sans laisser d'enfants de son mariage, et c'est son neveu le duc Charles IV d'Alençon qui hérite alors du Saosnois. 
Mort sans enfants après le désastre de Pavie en 1525, et n'ayant point d'héritiers mâles, ses apanages, le duché d'Alençon et le comté du Perche, sont réunis à la Couronne par un arrêt du parlement de Rouen (sa veuve Marguerite de Valois-Angoulême, sœur du roi François Ier, en conserve cependant la jouissance à titre de douaire jusqu'à sa mort), mais ses bien propres dans le Maine, le Thymerais, l'Anjou et la Bretagne, dont les femmes peuvent hériter, reviennent à ses deux sœurs. La baronnie de Saosnois échoit à sa sœur Françoise d'Alençon, épouse en secondes noces de Charles IV de Bourbon, duc de Vendôme. Elle reçoit aussi la vicomté de Beaumont et les baronnies de Fresnay, Château-Gontier, La Flèche, Sainte-Suzanne, Châteauneuf-en-Thymerais et Champrond. 
Devenue veuve, Françoise d'Alençon obtient en 1543 du roi François Ier l'union et érection de ses vicomté de Beaumont et baronnies de Saosnois, Fresnay, Château-Gontier, La Flèche et Sainte-Suzanne en un duché, appelé "Duché de Beaumont", mouvant de la Couronne et ressortissant directement du parlement de Paris. A sa mort en 1550, son fils Antoine de Bourbon, duc de Vendôme et roi de Navarre (par son mariage avec Jeanne d'Albret), hérite du duché de Beaumont (dont relève désormais la baronnie de Saosnois).
La région fit parler d'elle lors des guerres de religion. Mamers qui était devenue en un demi-siècle un centre important de la religion réformée, fut incendiée en 1590 par des troupes catholiques venues du Mans et d'Alençon qui avaient pour mission d'en chasser les protestants retranchés.
A la mort d'Antoine de Bourbon en 1562, le duché de Beaumont passe à son fils le prince Henri de Navarre, qui deviendra roi de Navarre à la mort de Jeanne d'Albret en 1572, et roi de France en 1589 sous le nom d'Henri IV. Par un édit de septembre 1595 du roi Henri IV, le bailliage de Saosnois, circonscription judiciaire correspondant à la baronnie de Saosnois et dont le siège était à Mamers, devient une juridiction royale, comme les autres sièges judiciaires du duché de Beaumont, ressortissant du présidial de La Flèche nouvellement créé par cet édit. Enfin par un édit de juillet 1607 le duché de Beaumont (en ce inclus la baronnie de Saosnois) est réuni à la Couronne avec les autres anciennes possessions d'Henri de Navarre mouvantes du royaume de France (Périgord, duché d'Albret, etc). 
Le Saosnois restera uni à la Couronne jusqu'à la Révolution qui verra la destruction de l'abbaye de Perseigne. Consacrée en 1145, Perseigne fut la première abbaye cistercienne établie dans le Saosnois et même dans le Maine, la seconde dans le Saosnois fut Tyronneau, près de Peray (1151).

## Médias
L'hebdomadaire Le Perche, qui appartient au groupe Publihebdos, est diffusé dans la région.

## Transports
La région n'est pas traversée par de grands axes de communication. Néanmoins, la nationale 12 passe à une vingtaine de kilomètres au nord de Mamers et l'autoroute A28 reliant Abbeville à Tours passe à une vingtaine de kilomètres à l'ouest de Mamers.